# Iuliu Nosa
Iuliu Nosa (n. 25 septembrie 1956, Hida, România) este un politician român, membru al Parlamentului României, Primar al Municipiului Zalău (2000-2004), ales pe listele PSD. În cadrul activității sale parlamentare, Iuliu Nosa a fost membru în următoarele grupuri parlamentare de prietenie:
- în legislatura 2004-2008: Ungaria, India, Ucraina;
- în legislatura 2008-2012: Regatul Spaniei, Regatul Norvegiei, Republica Slovenia;
- în legislatura 2012-2016: Republica Belarus, Statele Unite Mexicane, Regatul Norvegiei;
- în legislatura 2016-2020: Republica Belarus, Statele Unite Mexicane, Regatul Norvegiei.